# Östra Helgassjön
Östra Helgassjön är en sjö i Bergs kommun i Härjedalen och ingår i Ljungans huvudavrinningsområde. Sjön har en area på 0,765 kvadratkilometer och ligger 922,2 meter över havet.

## Delavrinningsområde
Östra Helgassjön ingår i det delavrinningsområde (697872-133355) som SMHI kallar för Utloppet av Östra Helgassjön. Medelhöjden är 990 meter över havet och ytan är 7,78 kvadratkilometer. Det finns ett avrinningsområde uppströms, och räknas det in blir den ackumulerade arean 11,42 kvadratkilometer. Vattendraget som avvattnar avrinningsområdet har biflödesordning 3, vilket innebär att vattnet flödar genom totalt 3 vattendrag innan det når havet efter 349 kilometer. Avrinningsområdet består mestadels av kalfjäll (90 procent). Avrinningsområdet har 0,76 kvadratkilometer vattenytor vilket ger det en sjöprocent på 9,8 procent.